# Часовник с махало
Часовник с махало е вид часовник, който използва махало като средство за измерване на времето. Изобретен е от Кристиан Хюйгенс през 1656 година и до 1930-те остава най-точния инструмент за отчитане на времето. Хюйгенс използва идеята на Галилео Галилей. Тези часовници трябва да са неподвижни, за да работят нормално, защото всяко движение нарушава периода на махалото и часовникът става неточен. Днес часовниците с махало имат повече декоративна или антикварна стойност.